# Волфф, Джош
Джо́шуа Дэ́вид Волфф (англ. Joshua David "Josh" Wolff; род. 25 февраля 1977, Стоун-Маунтин, Джорджия, США) — американский футболист и футбольный тренер. Выступал в составе сборной США. Участник чемпионатов мира 2002 и 2006, а также Олимпийских игр 2000.

## Клубная карьера

### Ранняя карьера
Волфф начал свою карьеру, выступая за футбольную команду колледжа на протяжении трёх лет. Он забил 21 гол в 43 встречах. В Университете Южной Каролины он играл вместе со своим будущим партнёром по национальной команде Клинтом Мэтисом.

### Профессиональная карьера

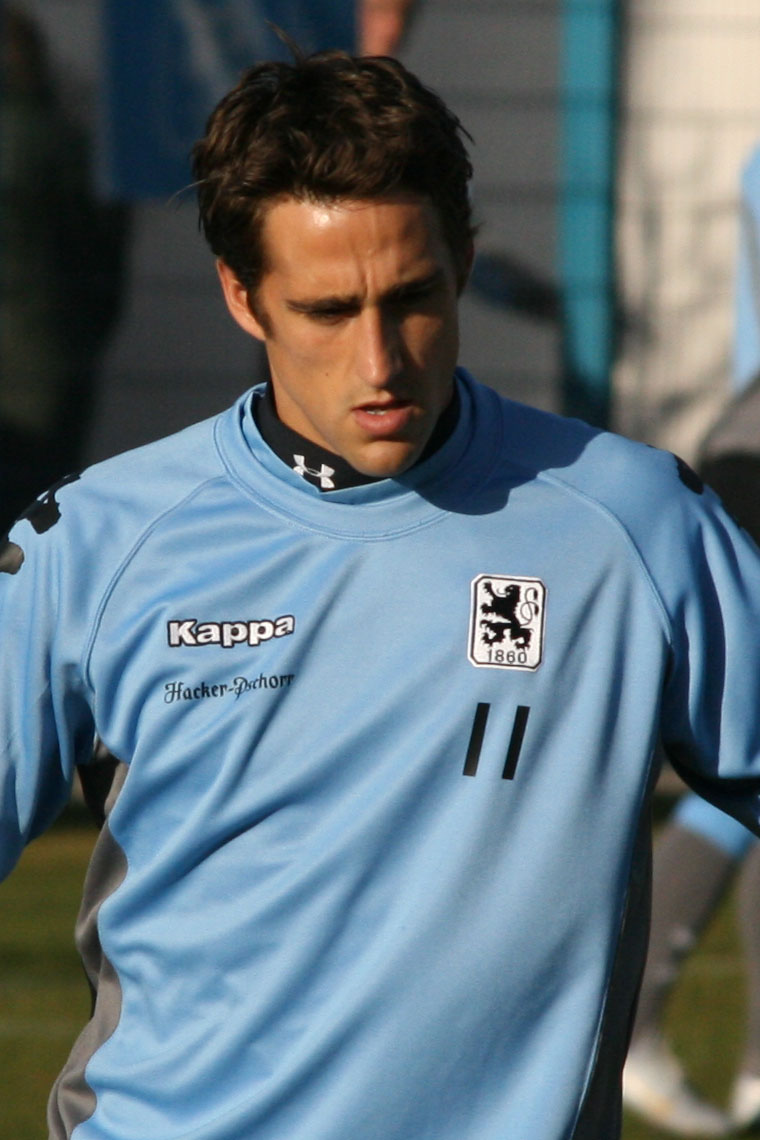
Волфф в форме «Мюнхен 1860»

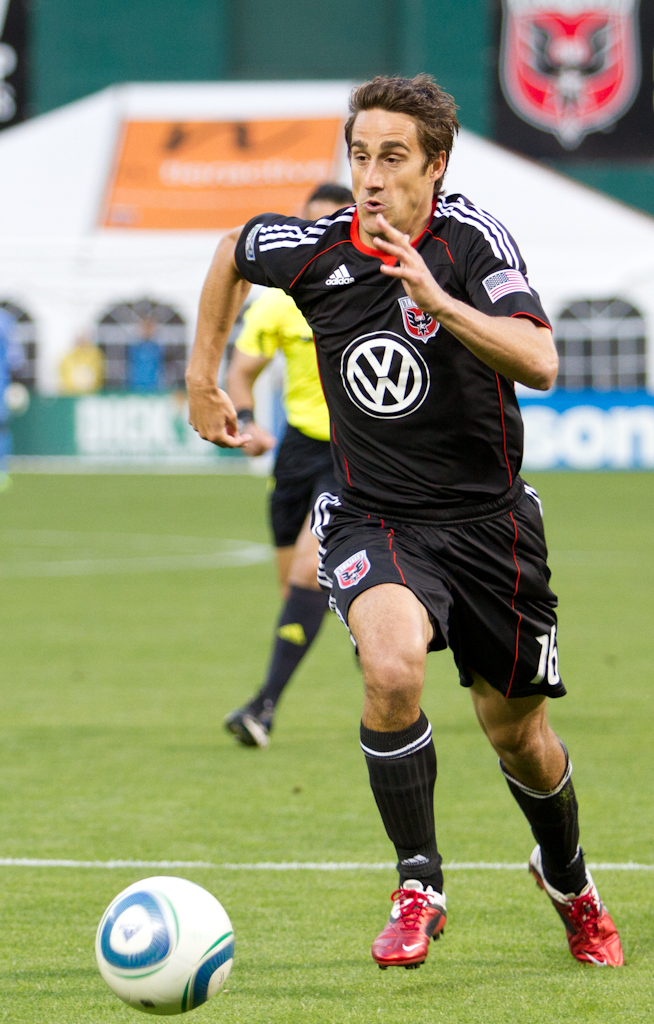
Волфф в составе «Ди Си Юнайтед»

После окончания колледжа Джош подписал контракт с клубом MLS «Чикаго Файр». Он стал одним из самых молодых бомбардиров команды, наряду с Джеффом Каннингемом и Дамани Ральфом, забив 11 голов в 14 встречах, всего в четырёх выйдя в стартовом составе. В первом же сезоне он стал чемпионом MLS и выиграл Кубок Ламара Ханта, повторив покорение трофея в 2000 году. За четыре сезона Волфф забил 32 мяча в 84 матчах, полностью раскрыться в Чикаго ему помещали многочисленные травмы.
В 2003 году на Супердрафте Волфф был обменян в «Канзас-Сити Уизардз» на Нейта Джейкуа. Сезон 2003 Джош пропустил из-за травмы. В 2004 году он восстановился и забил 10 голов за клуб.
В сентябре 2006 года Джош прошёл просмотр в английском «Дерби Каунти». Руководство «баранов» осталось довольно нападающим, но так как он не провёл 75 % матчей за сборную иммиграционная палата Британии, не дала ему разрешение на работу.
После Англии Волфф прошёл просмотр в клубе второй Бундеслиги «Мюнхен 1860». 6 декабря 2006 года Джош подписал контракт с мюнхенской командой на один сезон. Цена трансфера 190 тыс. долларов. Волфф провёл за немецкий клуб 34 матча и забил два гола, после окончания контракта он вернулся в «Канзас-Сити Уизардз». В команде Джош отыграл два сезона, после чего клуб не стал продлевать контракт Волффа.
15 декабря 2010 года он был выбран на драфте клубом «Ди Си Юнайтед», подписав в командой однолетнее соглашение. 20 марта 2011 года в матче против «Коламбус Крю» Волфф дебютировал за новый клуб. В этой встрече он забил свой первый мяч и помог клубу победить.
После окончания контракта Джош завершил карьеру футболиста и остался в «Ди Си Юнайтед» на должности помощника главного тренера.

## Международная карьера
8 сентября 1999 года в матче против сборной Ямайки Волфф дебютировал за сборную США.
В 2000 году Джош вместе с олимпийской сборной США принял участие в Олимпийских играх. На турнире он сыграл в шести матчах: против Чехии, Камеруна, Кувейта, Японии, Испании и Чили. В поединках против чехов и японцев Волфф забил по голу.
25 октября 2000 года в товарищеском матче против сборной Мексики Волфф забил свой первый гол за национальную команду.
В 2002 году Джош в составе национальной команды выиграл Золотой кубок КОНКАКАФ, сыграв в трёх матчах и забив гол в финале в ворота сборной Коста-Рики.
В том же году он принял участие в чемпионате мира в Японии и Южной Кореи. На турнире он принял участие в поединках против сборных Мексики и Южной Кореи.
В 2005 году Волфф во второй раз стал обладателем Золотого кубка КОНКАКАФ, во всех матчах и забив гол в ворота сборной Ямайки.
В 2006 году Волфф во второй раз принял участие в мундиале. Он сыграл всего в одном поединке против сборной Чехии.
4 июня 2008 года матч против сборной Испании стал для Джоша последним в футболке национальной команды.

### Голы за сборную США (до 23)
| № | Дата             | Место                                    | Противник | Счёт | Результат | Соревнование          |
| - | ---------------- | ---------------------------------------- | --------- | ---- | --------- | --------------------- |
| 1 | 13 сентября 2000 | «Канберра-стэдиум», Канберра, Австралия  | Чехия     | 2:1  | 2:2       | Олимпийские игры 2000 |
| 2 | 24 сентября 2000 | «Хайндмарш Стэдиум», Аделаида, Австралия | Япония    | 1:2  | 2:2       | Олимпийские игры 2000 |

### Голы за сборную США
| № | Дата            | Место                  | Противник  | Счёт | Результат | Соревнование                            |
| - | --------------- | ---------------------- | ---------- | ---- | --------- | --------------------------------------- |
| 1 | 25 октября 2000 | Лос-Анджелес, США      | Мексика    | 2:0  | 2:0       | Товарищеский матч                       |
| 2 | 28 февраля 2001 | Колумбус, США          | Мексика    | 1:0  | 2:0       | Чемпионат мира 2002 (отборочный турнир) |
| 3 | 25 апреля 2001  | Канзас-Сити, США       | Коста-Рика | 1:0  | 1:0       | Чемпионат мира 2002 (отборочный турнир) |
| 4 | 2 февраля 2002  | Пасадина, США          | Коста-Рика | 1:0  | 2:0       | Золотой кубок КОНКАКАФ 2002             |
| 5 | 16 мая 2002     | Ист-Ратерфорд, США     | Ямайка     | 1:0  | 5:0       | Товарищеский матч                       |
| 6 | 16 мая 2002     | Ист-Ратерфорд, США     | Ямайка     | 3:0  | 5:0       | Товарищеский матч                       |
| 7 | 20 июня 2004    | Сент-Джорджес, Гренада | Гренада    | 2:1  | 3:2       | Чемпионат мира 2006 (отборочный турнир) |
| 8 | 16 июля 2005    | Фоксборо, США          | Ямайка     | 1:0  | 3:1       | Золотой кубок КОНКАКАФ 2005             |
| 9 | 12 ноября 2005  | Глазго, Шотландия      | Шотландия  | 1:0  | 1:1       | Товарищеский матч                       |

## Тренерская карьера
После завершения игровой карьеры Волфф остался в «Ди Си Юнайтед», став ассистентом главного тренера Бена Олсена.
20 ноября 2013 года Волфф перешёл в тренерский штаб «Коламбус Крю» под руководством Грегга Берхалтера.
16 января 2019 года Волфф последовал за Берхалтером в сборную США.
23 июля 2019 года Волфф был назначен первым главным тренером будущего клуба MLS «Остин», который начнёт выступление в сезоне 2021.

## Достижения
«Чикаго Файр»
- Чемпион MLS: 1998
- Обладатель Кубка Ламара Ханта (2): 1998, 2000

«Канзас-Сити Уизардз»
- Обладатель Кубка Ламара Ханта: 2004

Сборная США
- Золотой кубок КОНКАКАФ (2): 2002, 2005

## Личная жизнь
Сыновья Джоша Тайлер и Оуэн также являются професисональными футболистами.